# Шилова, Ирина Олеговна
Ирина Олеговна Шилова (бел. Ірына Алегаўна Шылава), в девичестве — Шешко (22 февраля 1960, Гродно, Белорусская ССР, СССР) — советская и белорусская спортсменка, олимпийская чемпионка 1988 года по стрельбе из винтовки. Выступала за «Динамо» Гродно.
Тренировалась под руководством Виктора Петровича Авилова.
Выиграла золотую медаль в составе сборной СССР в стрельбе из пневматической винтовки на расстоянии 10 метров в 1988 году в летних Олимпийских играх в Сеуле. C 1992 года выступала за сборную Беларуси.

## Биография
Окончила Гродненский государственный университет имени Янки Купалы.

## Достижения
- 10-кратная чемпионка СССР 1982—1991.
- Олимпийская чемпионка 1988 года.
- Заслуженный мастер спорта СССР (1988).

## Награды и звания
- Почётный гражданин Гродно[3].